# Para além das Cordilheiras
Para Além das Cordilheiras é um álbum de Fausto, editado em 1987. Esta obra foi premiada com o Prémio José Afonso,  em 1988.

## Alinhamento
1. "Lusitana"  - 04:06
2. "Toda A Europa À Proa"  - 05:31
3. "Foi Por Ela"  - 04:04
4. "Prego A Fundo"  - 03:55
5. "Ali Está A Cidade"  - 04:48
6. "Porque Me Olhas Assim"  - 03:37
7. "Eu Cá Sou Do Midi"  - 03:33
8. "Europa Querida Europa"  - 03:25
9. "De Ocidente A Oriente"  - 03:51